# آلتین‌عصر

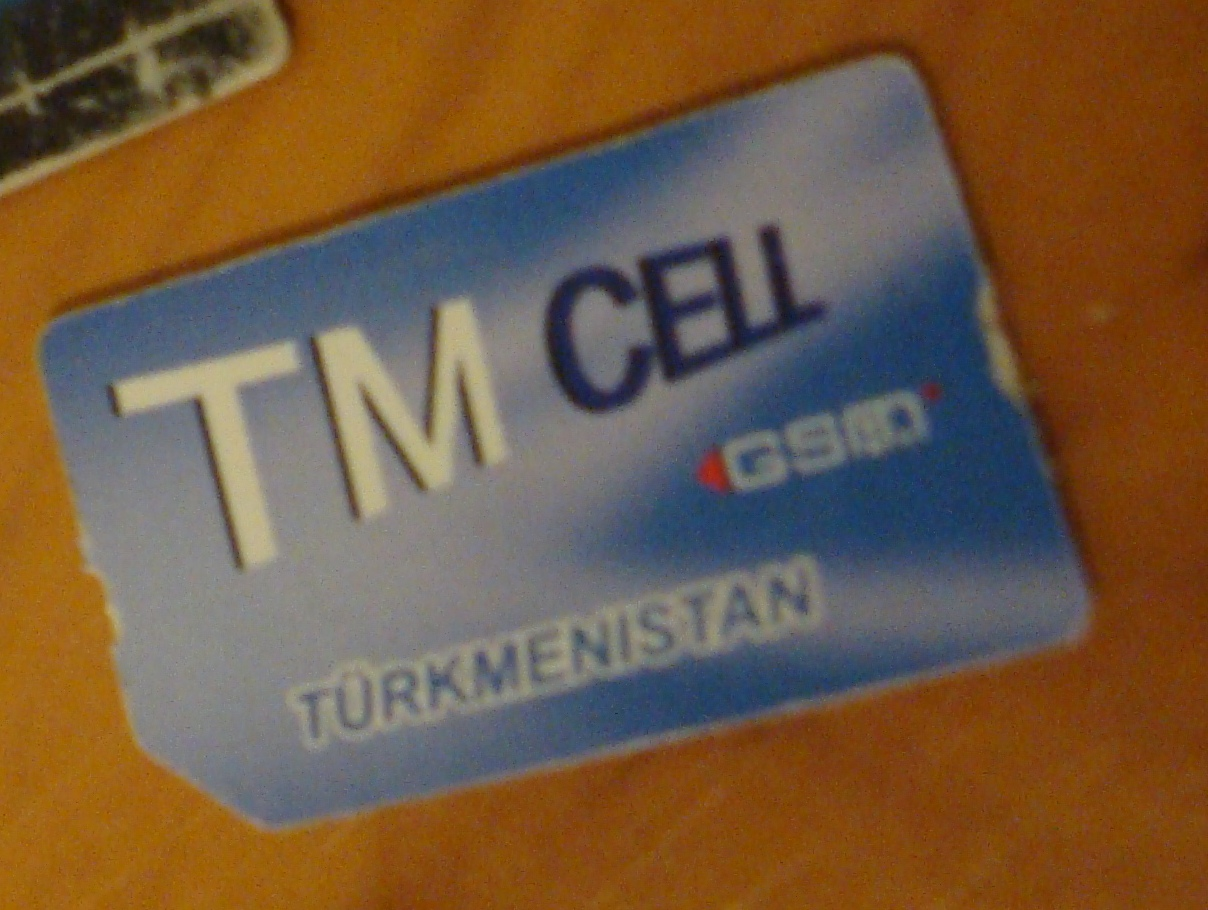
سیم‌کارت شرکت آلتین عصر.

آلتین‌عصر (به ترکمنی: Altyn Asyr، آلتیٛن‌عاصیٛر، به معنی عصر طلایی) یک اپراتور تلفن همراه در ترکمنستان است که در مالکیت دولت این کشور قرار دارد. این شرکت از مارک تی‌ام سل، استفاده می‌کند. در اکتبر ۲۰۱۲ آلتین‌عصر با ۳ میلیون مشترک بزرگ‌ترین شرکت در این حوزه در ترکمنستان بود. رقیب آن یعنی ام‌تی‌اس ترکمنستان، در آن تاریخ ۱٫۴۴ میلیون مشترک داشت.